# Campeonato Sul-Americano de Rugby de 2013 - Divisão B
O Campeonato Sul-Americano de Rugby de 2013 - Divisão B foi a XIV edição deste torneio, sob o comando da Confederação Sul-Americana de Rugby (CONSUR). As partidas foram realizadas na cidade paraguaia de Luque.
A seleção do Paraguai conquistou a competição, de maneira invicta. Com este resultado, os paraguaios asseguraram o retorno ao CONSUR A para 2014.

## Regulamento e participantes
Esta edição do CONSUR B contou com a participação de quatro seleções, sendo elas a Colômbia, Paraguai, Peru e Venezuela. A disputa entre estas equipes foi no molde clássico, onde todos se enfrentaram em turno único. Quem somasse mais pontos, ao final das três rodadas, sagraria-se campeão.
Originalmente, o país que ficasse com o primeiro lugar deste campeonato iria disputar uma repescagem contra o último colocado do CONSUR A. Entretanto, com as mudanças nas regras para 2014, o campeão deste torneio garantiu acesso direto à categoria principal do próximo. Não houve descenso para o Sul-Americano Divisão C de 2014.

## Partidas da Divisão B de 2013
Seguem-se, abaixo, as disputas realizadas pelo Campeonato Sul-Americano Divisão B de 2013.

### 1ª rodada
| 25 de agosto de 2013 |         |           |                        |
| Colômbia             | 32 - 14 | Venezuela | Estádio Rakiura, Luque |
|                      |         |           | Estádio Rakiura, Luque |

| 25 de agosto de 2013 |        |      |                        |
| Paraguai             | 22 - 0 | Peru | Estádio Rakiura, Luque |
|                      |        |      | Estádio Rakiura, Luque |

### 2ª rodada
| 27 de agosto de 2013 |         |          |                        |
| Peru                 | 28 - 27 | Colômbia | Estádio Rakiura, Luque |
|                      |         |          | Estádio Rakiura, Luque |

| 27 de agosto de 2013 |        |           |                        |
| Paraguai             | 48 - 7 | Venezuela | Estádio Rakiura, Luque |
|                      |        |           | Estádio Rakiura, Luque |

### 3ª rodada
| 30 de agosto de 2013 |         |      |                        |
| Venezuela            | 29 - 25 | Peru | Estádio Rakiura, Luque |
|                      |         |      | Estádio Rakiura, Luque |

| 30 de agosto de 2013 |         |          |                        |
| Paraguai             | 25 - 15 | Colômbia | Estádio Rakiura, Luque |
|                      |         |          | Estádio Rakiura, Luque |

### Classificação final
| Seleção   | Vitórias | Empates | Derrotas | Pontos a favor | Pontos contra | Pontos +/- | Pontos |
| --------- | -------- | ------- | -------- | -------------- | ------------- | ---------- | ------ |
| Paraguai  | 3        | 0       | 0        | 92             | 22            | +73        | 9      |
| Colômbia  | 1        | 0       | 2        | 74             | 67            | +7         | 3      |
| Peru      | 1        | 0       | 2        | 53             | 78            | -25        | 3      |
| Venezuela | 1        | 0       | 2        | 50             | 105           | -55        | 3      |

- Critérios de pontuação: vitória = 3, empate = 1, derrota = 0.
- O Paraguai, com a conquista do título, garantiu seu acesso ao Campeonato Sul-Americano Divisão A de 2014.[6]

## Campeão CONSUR  B 2013
| Campeonato Sul-Americano de Rugby 2013 Divisão B |
| ------------------------------------------------ |
| Paraguai Campeão (4º título)                     |